# Filosofia oriental
S'anomena filosofia oriental un conjunt de maneres de pensar que abasten religions com l'hinduisme i el jainisme, ensenyaments com el taoisme i el budisme, les tècniques del ioga o els koan del Japó i, fins i tot, certes formes de l'islam i del cristianisme.
De fet, el terme es defineix més aviat per oposició i es refereix a una agrupació geogràfica més que conceptual, considerant l'Orient en el seu sentit més ampli. Així, i dins d'aquest àmbit geogràfic, és filosofia oriental tot allò que no està dins la filosofia occidental clàssica, que comença a Grècia amb els presocràtics i que suposa un intent racional d'explicar el món.
Tanmateix, d'una manera general, es pot dir que el pensament oriental té en comú considerar la raó com una via més per apropar-se a la veritat i no pas l'única. També acostuma a tenir una base oposada al dualisme, ja que considera el cosmos com un tot, incloent-hi l'ésser humà. I, potser el més característic, és un pensament que parteix del tot (sovint traduït pel "no-res") per a arribar al detall, contràriament a la visió filosòfica occidental, en què tradicionalment s'ha seguit la direcció inversa (la qual ha desembocat en el triomf de la ciència com a mètode per a trobar "la veritat").
També és destacable que en aquestes filosofies, en què l'espiritualitat és molt present, en general és inconcebible practicar-les sense un vessant pragmàtic, per mitjà d'una tècnica o en la pròpia vida quotidiana; de fet, llur pretensió és permetre l'experimentació de l'harmonia per tal d'entendre el funcionament del món i poder situar l'existència humana en el seu veritable context.
Tot i així, malgrat aquests punts comuns, es poden distingir dos vessants netament diferenciats: el que genera el pensament xinès, molt pragmàtic i que impregnarà tot l'Extrem Orient, i el que sorgeix del pensament de l'Índia, molt més espiritualista.

## Filosofia índia

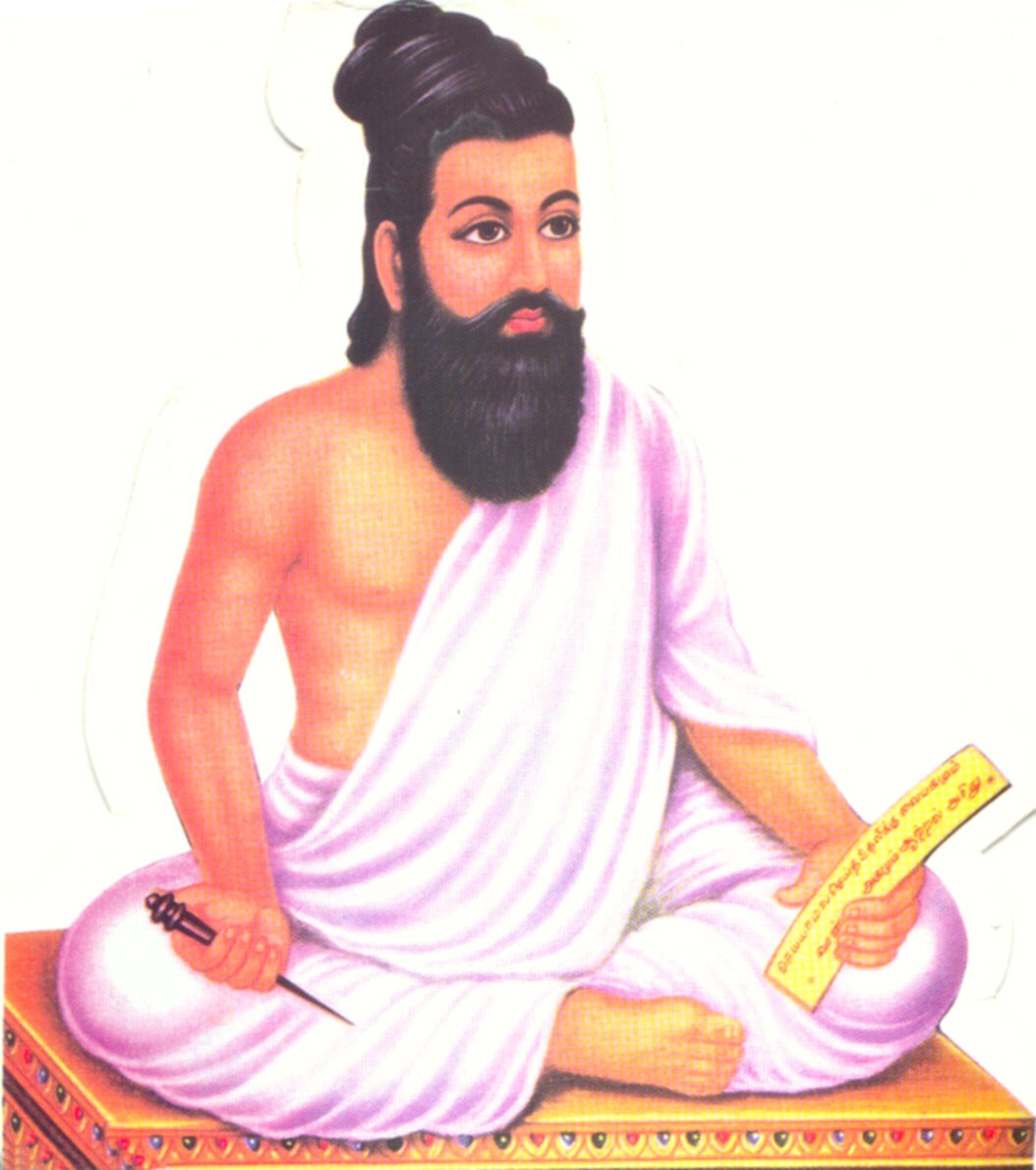
Valluvar, el filòsof tàmil de l'època postsangam].

La filosofia índia es refereix a les antigues tradicions filosòfiques de (sànscrit: (IAST); 'visions del món', 'ensenyaments') del Subcontinent indi. L'hinduisme pot tenir arrels que es remunten als temps de la Civilització de la vall de l'Indus. Les principals escoles ortodoxes van sorgir entre l'inici de l'Era Comú i l'Imperi Gupta. Aquestes escoles hindús van desenvolupar el que s'ha anomenat la "síntesi hindú" que fusiona elements brahmànics ortodoxos i poc ortodoxos del budisme i el jainisme. El pensament hindú també es va estendre a l'est fins a l'Imperi Srivijaya d'Indonèsia i l'Imperi Khmer de Cambodja. Aquestes tradicions religios-filosòfiques es van agrupar posteriorment sota l'etiqueta d'hinduisme. L'hinduisme és la religió dominant, o forma de vida, a l'Àsia meridional. Inclou el xivaisme, el vixnuisme i el xactisme entre nombroses altres tradicions, i un ampli espectre de lleis i prescripcions de "moral diària" basades en el karma, el dharma i les normes socials. L'hinduisme és una categorització de diferents punts de vista intel·lectuals o filosòfics, en lloc d'un conjunt rígid i comú de creences. L'hinduisme, amb uns mil milions de seguidors és la tercera religió més gran del món, després del cristianisme  i Islam. L'hinduisme ha estat anomenat la "religió més antiga" del món i tradicionalment s'anomena (IAST), "l'eterna llei" o la "via eterna"; més enllà dels orígens humans. Els estudiosos occidentals consideren l'hinduisme com una fusió o síntesi de diverses cultures i tradicions índies, amb diverses arrels i cap fundador únic.
Els conceptes filosòfics indis importants inclouen dharma, karma, samsara, moksha i ahimsa. Els filòsofs indis van desenvolupar un sistema de raonament epistemològic (pramana) i lògica i van investigar temes com ara Ontologia (metafísica, Brahman-Atman, Sunyata-Anatta), mitjans fiables de coneixement (epistemologia, Pramanas), sistema de valors (axiologia) i altres temes. La filosofia índia també va cobrir temes com la filosofia política tal com es veu a l'Arthashastra c . segle iv aC i la filosofia de l'amor tal com es veu al Kama Sutra. La Literatura Kural del postsangam entre c. segles i aC i v d.C., escrits pel poeta-filòsof tamil Valluvar, molts estudiosos creuen que es basa en el jainisme o en filosofies hindús.
Desenvolupaments posteriors inclouen el desenvolupament del Tantra i les influències iranio-islàmiques. El budisme va desaparèixer principalment de l'Índia després de les conquestes musulmanes al subcontinent indi, sobrevivint a les regions de l'Himàlaia i al sud de l'Índia. El primer període modern va veure el floriment de Navya-Nyāya (la "nova raó") sota filòsofs com Raghunatha Siromani (c. 1460–1540) que va fundar la tradició, Jayarama Pancanana, Mahadeva Punatamakara i Yashovijaya (que va formular una resposta jainista).
La filosofia índia moderna es va formar durant el període britànic (1750 - 1947). Swami Vivekananda, Rabindranath Tagore, Sri Aurobindo, Ramana Maharshi i Sarvepalli Radhakrishnan interpreten la filosofia tradicional de l'Índia. Acharya Rajnish, també conegut com a Osho i Jiddu Krishnamurti són filòsofs rebels que van negar totes les escoles tradicionals, fent una síntesi de les escoles orientals i occidentals.
La filosofia política més estretament associada amb l'Índia és el d'ahimsa (no-violència) i Satyagraha, popularitzada per Mahatma Gandhi durant la lluita per la independència índia.

### Escoles ortodoxes i heterodoxes
Les principals escoles filosòfiques índies es classifiquen com a ortodoxes o heterodoxes – àstika o nàstika – depenent d'un dels tres criteris alternatius: si creu que els Veda són una font vàlida de coneixement; si l'escola creu en les premisses de Brahman i Atman; i si l'escola creu en el més enllà i en Deva.
Hi ha sis escoles principals de filosofia hindú ortodoxa índia: Nyaya, Vaisheshika, Samkhya, Ioga, Mimamsa i Vedanta, i cinc escoles heterodoxes principals: Jain, Budista, Ajivika, Ajñana i Carvaka. Tanmateix, hi ha altres mètodes de classificació; Vidyaranya, per exemple, identifica setze escoles de filosofia índia hindú incloent les que pertanyen a les tradicions Śaiva i Rasesvara.
Cada escola de filosofia hindú té una extensa literatura epistemològica anomenada Pramana-sastras.

## Filosofies d'Àsia oriental

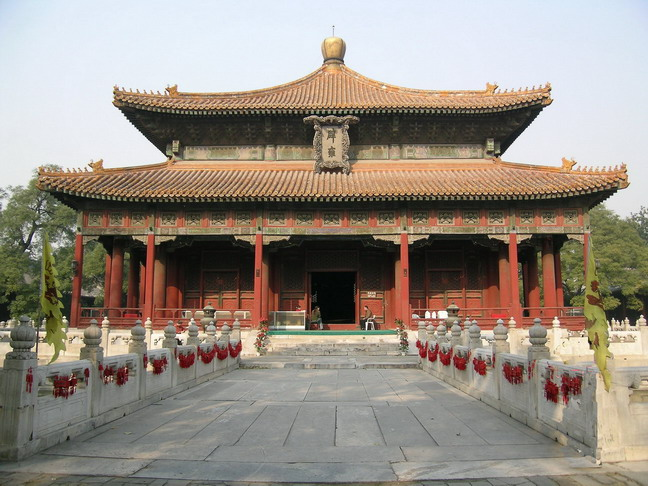
Una de les sales principals del Guozijian (Col·legi Imperial) al centre de Beijing, la institució d'ensenyament superior més alta de la Xina premoderna

### Xinesa
El pensament filosòfic de l'Àsia oriental va començar a l'antiga Xina, i la filosofia xinesa comença durant la dinastia Zhou de l'Oest i els períodes següents després de la seva caiguda quan les "Cent escoles de pensament" van florir (segle vi fins al 221 aC). Aquest període es va caracteritzar per importants desenvolupaments intel·lectuals i culturals i va veure l'ascens de les principals escoles filosòfiques xineses (confucianisme, legalisme i daoisme), així com nombroses escoles menys influents (mohisme, escola dels noms, escola del yin-yang). Aquestes tradicions filosòfiques van desenvolupar teories metafísiques, polítiques i ètiques que, juntament amb el budisme xinès, van tenir una influència directa en la resta de l'esfera cultural de l'Àsia oriental. El budisme va començar a arribar a la Xina durant la dinastia Han (206 aC–220 d.C.), mitjançant una transmissió gradual per la Ruta de la Seda i va desenvolupar gradualment diferents formes xineses (com ara Chan/Zen).
El pensament xinès modern es considera generalment arrelat en el confucianisme clàssic (Jingxue), el neoconfucianisme (Lixue), el budisme, el taoisme i el Xixue ("l'aprenentatge occidental" que va sorgir durant el final de la dinastia Ming).

### Japonesa
La filosofia japonesa històricament ha estat una fusió de les religions xintoistes indígenes i continentals, com ara el budisme, el taoisme i el confucianisme. Antigament molt influenciada tant per la filosofia xinesa com per la filosofia índia, així com pel mitogaku i el zen, gran part de la filosofia japonesa moderna està ara també influenciada per la filosofia occidental.

### Coreana
La filosofia coreana té una història registrada de més de dos mil anys. Durant aquest període, va estar molt influenciada pel xamanisme, el budisme, el confucianisme i el taoisme.

## Criticisme
Segons la filòsofa britànica Victoria S. Harrison, la categoria de «filosofia oriental», i de la mateixa manera «filosofia asiàtica» és un producte de l'erudició occidental del segle xix i no existia a l'Àsia oriental ni a l'Índia. Això es deu al fet que a Àsia no hi ha una única tradició filosòfica unificada amb una sola arrel, sinó diverses tradicions autònomes que s'han posat en contacte amb el pas del temps.
Alguns pensadors eurocèntrics afirmen que la filosofia com a tal només és característica de les cultures occidentals. Es diu que el filòsof alemany Martin Heidegger va dir que només les llengües grega i alemanya són adequades per filosofar. Encara és habitual a les universitats occidentals ensenyar només filosofia occidental i ignorar completament la filosofia asiàtica, o considerar «filosofia» només el pensament asiàtic més recent influït per Occident. Carine Defoort, ella mateixa especialista en pensament xinès, ha donat suport a aquesta visió tan «familiar» de la filosofia, mentre que Rein Raud l'ha criticat i va oferir una definició de filosofia més flexible que inclogués el pensament occidental i l'oriental en igualtat de condicions. En resposta, Ouyang Min argumenta que la filosofia pròpiament dita és una pràctica cultural occidental i essencialment diferent del zhexue, que és el que tenen els xinesos, tot i que zhexue (originalment tetsugaku) és en realitat un neologisme encunyat el 1873 per Nishi Amane per descriure la filosofia occidental en oposició al pensament asiàtic tradicional.